# Valia Barak
Valia Isabel Barak Pastor (Lima, 11 de septiembre de 1969) es una periodista y presentadora de televisión peruana.

## Biografía
Nació en 1969, de ascendencia judía-ucraniana por parte de su abuelo paterno. Estudió en la Escuela Superior de Periodismo Jaime Bausate y Meza, la Universidad Nacional Mayor de San Marcos y la Universidad Inca Garcilaso de la Vega, donde obtuvo el grado de licenciada en Psicología el 25 de agosto de 2017.
En noviembre de 1992, debutó su carrera como periodista y reportera en Panamericana Televisión donde condujo los tres programas: Panorama, 24 Horas y Buenos días, Perú, también como presentadora de noticias en el noticiero 24 Horas, junto a Eduardo Guzmán desde en octubre de 2001 duró hasta en febrero de 2003.
En abril de 2003, trabajó en Frecuencia Latina donde condujo los programas periodísticos: Sétimo día y la edición central de 90 segundos duró hasta en mayo de 2009. En 2007, presentó el espacio de conversación denominado Mujeres de palabra por el mismo canal.
En julio de 2009, retornó a Panamericana Televisión donde condujo para conducir 24 Horas: Edición central. En enero de 2010, condujo los noticieros: Buenos días, Perú y 24 Horas: Edición mediodía duró hasta el 5 de abril de 2012.
Desde 2009 dirige Video Futura, empresa de realización audiovisual.
En 2012, ingresó a participar en el reality show de baile El gran show.
Valia es, además, psicóloga y psicoterapeuta.

## Trabajos

### Conducción
- Buenos días, Perú (1998-2001; 2010-2012)
- 24 Horas: Edición mediodía (1999-2001; 2011-2012)
- 24 Horas: Edición matinal (2000-2001)
- 24 Horas (2001-2003; 2009-2010)
- Séptimo día (2003-2004)
- 90 segundos (2004-2009)
- Mujeres de palabra (2007)
- El gran show (2012), como concursante
- Alto al crimen (directora entre 2012 y 2016)

### Reportera
- Panorama (1992-1997)
- 24 horas (1993-1997)
- Buenos días, Perú (1993-1997)

### Series
- La gran sangre (cameo, 2006)[11]